# Малая Уря
Малая Уря — деревня в Канском районе Красноярского края. Входит в состав Большеуринского сельсовета.

## История
Основана в 1630 г. В 1926 году состояла из 284 хозяйств, основное население — русские. Центр Малоуринского сельсовета Канского района Канского округа Сибирского края.

## Население
| 1926 | 2010 |
| ---- | ---- |
| 1474 | ↘232 |